# Judaizam u Crnoj Gori
Judaizam je jedna od vjera u Crnoj Gori. 
Židovska vjerska zajednica u Crnoj Gori je mala, svega 350 pripadnika. 2012. godine Vlada Crne Gore potpisala je sa Židovskom zajednicom sporazum kojim je formaliziran pravni status te zajednice i reguliran njen odnos s crnogorskom državom. 4. studenoga 2013. otvorena je prva sinagoga u Podgorici, 8. studenoga 2013. u Budvi održana je Konferencija židovskih zajednica Balkana, a istog mjeseca u Podgorici otvoren je Ured Židovskog nacionalnog fonda za Balkan.